# Maria Zielińska (śpiewaczka)
Maria Zielińska (ur. 7 marca 1924, zm. 18 listopada 2018) – polska śpiewaczka operowa, w latach 1950–1976 solistka Opery Bałtyckiej w Gdańsku.

## Życiorys
Była uczennicą Wiktora Brégy. W 1950 debiutowała rolą Tatiany w operze Piotra Czajkowskiego – Eugeniusz Oniegin na deskach Studia Operowego w Gdańsku (obecnie Opera Bałtycka). W latach 1950–1976 jako sopranistka była solistką Opery Bałtyckiej. Występowała wówczas między innymi w takich rolach jak Madame Butterfly w Madame Butterfly – Giacomo Pucciniego, Hrabina w Weselu Figara – Wolfganga Amadeusza Mozarta, Halka w Halce – Stanisława Moniuszki, Mimi w Cyganerii – Giacoma Pucciniego, Małgorzata w Fauście – Charles’a Gounoda, Liza w Damie pikowej – Piotra Czajkowskiego, Donna Elwira w Don Juanie – Wolfganga Amadeusza Mozarta, Aida w Aidzie – Giuseppe Verdiego, Jarosławna w Kniaziu Igorze – Aleksandra Borodina, Desdemona w Ottelo – Giuseppe Verdiego, Alina w Goplanie – Władysława Żeleńskiego, czy Mercedes w Carmen – Georges’a Bizeta. Maria Zielińska była również nauczycielką muzyki i pedagogiem w Studium Aktorskim Teatru Muzycznego w Gdyni i w Szkole Muzycznej w Kartuzach.
W 2014 ukazała się jej książka wspomnieniowa pt. Od arii do psalmów: w poszukiwaniu prawdziwego piękna.
Zmarła 18 listopada 2018. Została pochowana 22 listopada 2018 na Cmentarzu Łostowickim w Gdańsku kwatera 78 rząd 11 grób 18A.

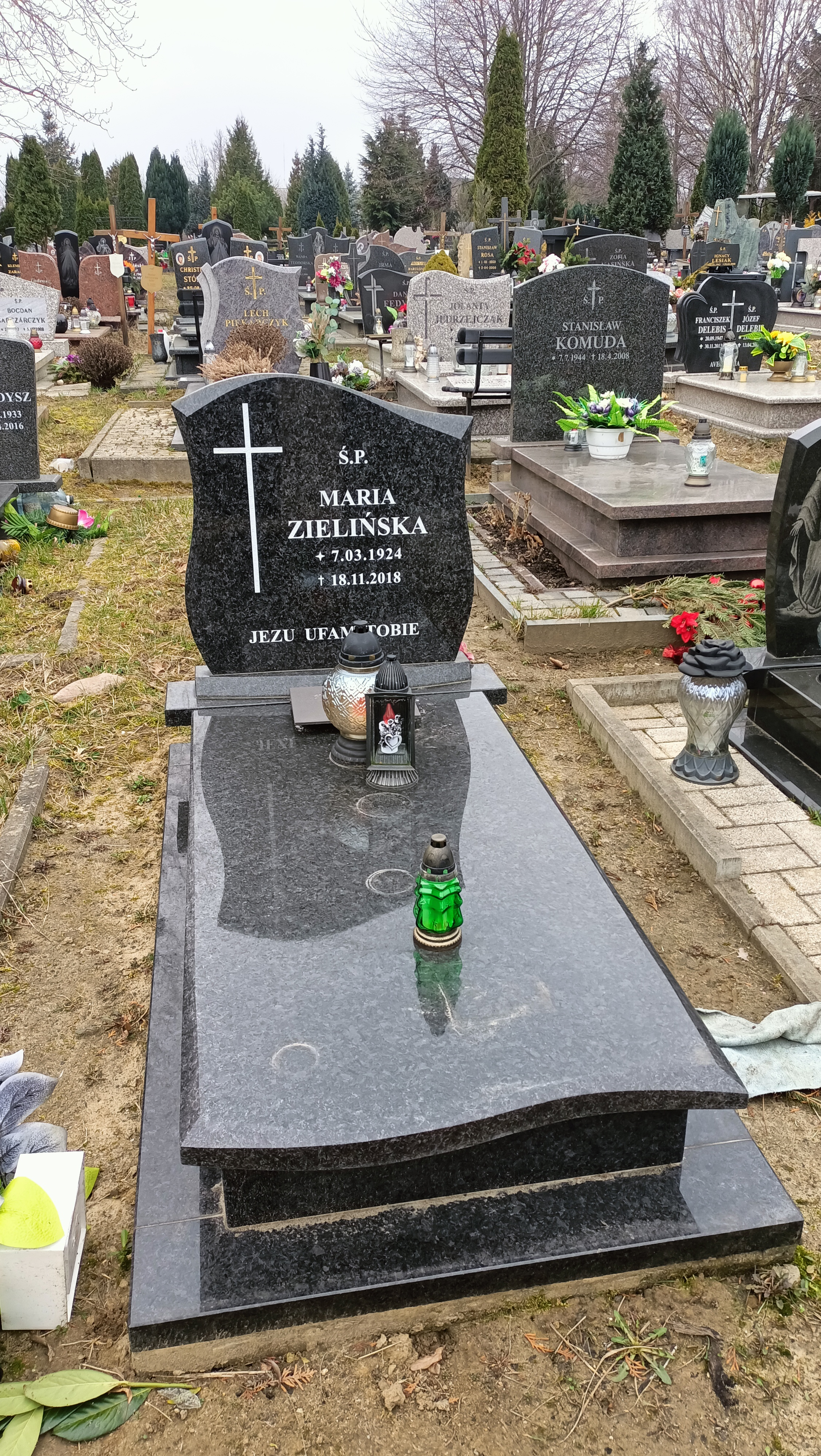
Grób Marii Zielińskiej na cmentarzu Łostowickim w Gdańsku